# Dusisiren
Dusisiren es un género extinto de  dugongo relacionado con la vaca marina de Steller que vivió en el Pacífico Norte durante el Neógeno.

## Paleobiología
Dusisiren es un Sirenio que ejemplifica la teoría evolutiva del equilibrio puntuado. Evolucionó de un ancestro devorador de manglares para adaptarse a climas fríos en el Pacífico Norte, desarrollando la capacidad de alimentarse de lechos de algas en mar abierto. Las incipientes modificaciones en los cervicales sugieren que era capaz de maniobrar y alimentarse en entornos de alta energía en costas barridas por el oleaje con agua fría y profunda.

## Especies
Se conocen cuatro especies de Dusisiren:
- Dusisiren jordani (Kellogg, 1925) (tipo)[4]
- Dusisiren reinharti Domning, 1978[2]
- Dusisiren dewana Takahashi, Domning, and Saito, 1986[5]
- Dusisiren takasatensis Kobayashi, Horikawa, & Miyazaki, 1995[6]

### Géneros relacionados
- Hydrodamalis